# Rezá Šáh Pahlaví
Rezá Šáh Pahlaví (původním jménem Rezá Savádkúhí, později Rezá Chán; asi 16. března 1878 – 26. července 1944) byl předseda vlády Persie (1923–1925) a v letech 1925–1941 perský, resp. íránský šáh. Jeho otcem byl mázandaránský důstojník Abbás Alí Chán, matkou Abbásova druhá žena Núš Afarín. Původně sloužil jako důstojník, velitel kozácké brigády kádžárovských šáhů. Rezá Šáh založil poslední dynastii šáhů na půdě Íránu, vládnoucí až do roku 1979.

## Dětství a mládí
Budoucí Rezá Šáh se narodil v Alaštu, vesnici v mázandaránském okresu Savád Kúh, v rodině vojáka; jeho matka byla Peršanka s předky původem z Jerevanu. Otec Abbás zemřel již šest měsíců po Rezově narození a vdova Núš Afarín se i se synem přestěhovala do Teheránu, kde žili spíše v chudých poměrech. V patnácti letech vstoupil Rezá do kozácké brigády, kterou v kádžárovské Persii zformovalo carské Rusko, a tím začala jeho vojenská dráha.

## Vojákem

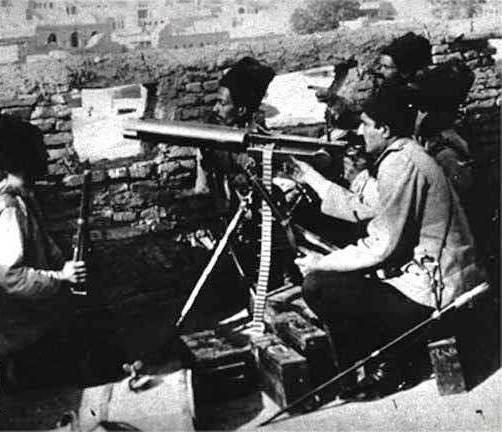
Rezá Chán

V armádě udělal Rezá rychlou kariéru: z prostého vojína se stal důstojníkem a v roce 1919 nakonec zástupcem velitele kozácké brigády s hodností plukovníka (vrchní velení tehdy stále ještě bylo v rukou Rusů). V armádě také Rezá zažil perskou konstituční revoluci z let 1905–1911, která přinesla státu parlament, ale také mnoho násilností a zvratů.
Stejně jako mnozí jiní Íránci byl i Rezá nespokojen s tehdejším stavem Persie. V zemi, hrdé na svou tisíciletou historii a kulturu, neexistovala silná ústřední vláda, chyběla moderní infrastruktura, soudnictví ovládal šíitský klérus a dvě koloniální mocnosti, Rusko a Británie, soupeřily o zóny vlivu v jednotlivých regionech. Pro Rezu bylo důležité, že si poměrně brzy získal podporu Británie, která si vedle tradičních snah o hegemonii v oblasti nepřála hlavně expanzi ruských bolševiků směrem na jih. Schopný a protikomunisticky orientovaný důstojník Rezá Chán se jevil jako vítaný spojenec.
S britskou podporou v zádech začal Rezá Chán počátkem roku 1921 připravovat státní převrat. Jeho jezdectvo s hlavním stanem v Kazvínu tehdy nemělo více než 2500 mužů, avšak byly to jednotky dobře vycvičené a k zamýšlenému účelu postačující. Dne 21. února 1921 vstoupil Rezá v čele svých kozáků do Teheránu, donutil stávajícího předsedu vlády k rezignaci a sám se dal kádžárovským šáhem Ahmadem jmenovat generálem a ministrem války. Od té chvíle měl největší vliv na vládní záležitosti on.
Rezovým vzorem byl Mustafa Kemal Atatürk, který tehdy začal s radikální přeměnou Turecka, a preferovanou formou státního zřízení republika. Dne 26. října 1923 převzal Rezá v této souvislosti úřad předsedy vlády a šáhovi navrhl, „aby dělal to, co by dělal nejraději“. Ahmad ještě týž den odcestoval do Evropy, když předtím jmenoval svého bratra regentem. O půl roku později, 21. března 1924, přednesl Rezá před parlamentem své představy o budoucnosti Persie – Persie bez Kádžárovců.
Setkání s šíitským klérem 1. dubna 1924 v Qomu však znamenalo pro Rezu velké zklamání. Tři přední duchovní včetně ájatolláha Hasana Isfaháního odmítali republiku a uznávali jen monarchistickou formu vlády. To byla vážná překážka pro chystané sesazení kádžárovské dynastie, ale Rezá již zašel příliš daleko, takže mu nezbylo než se o hodnost šáha ucházet sám. Dne 29. října 1925 rozhodl parlament podle očekávání o zbavení Kádžárovců moci a nato poslanci urychleně svolali Ústavodárné shromáždění – to 12. prosince téměř jednohlasně schválilo Rezovo povýšení na šáha.

## Rezova diktatura

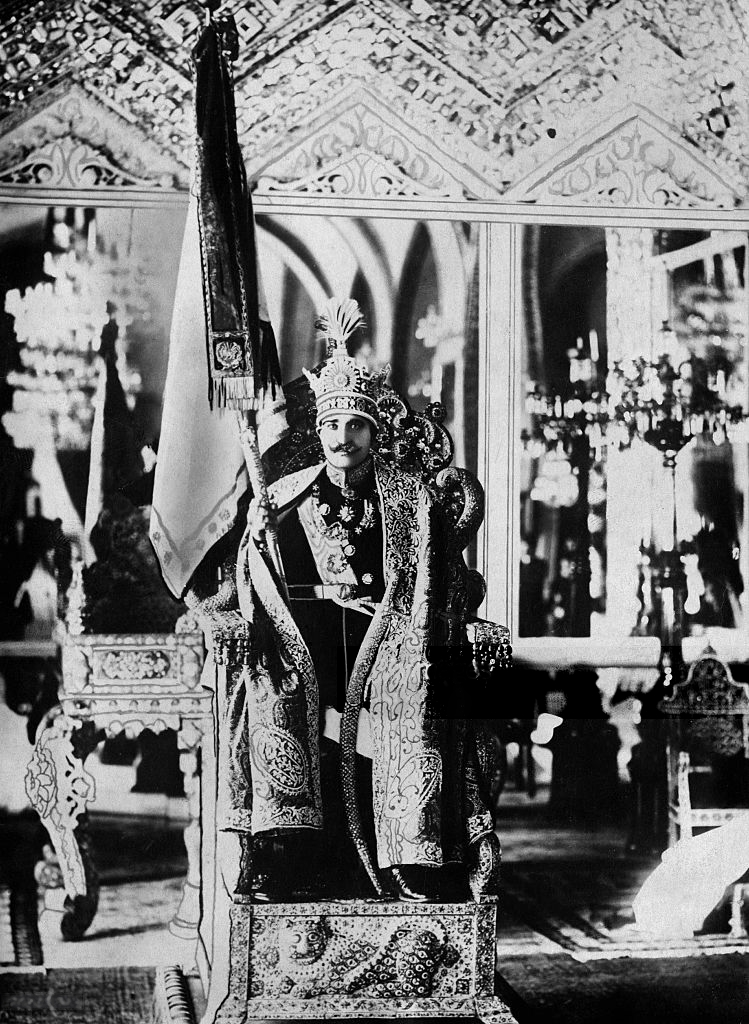
Korunovace Rezy Šáha

Korunovace nového šáha se konala 25. dubna 1926 a Rezá přitom napodobil Napoleona, když si sám vložil korunu na hlavu. Ke svému jménu připojil tehdy dynastické příjmení Pahlaví, starobylý výraz, jímž se označoval středoperský jazyk, užívaný především za Sásánovců. Později mu parlament udělil ještě přídomek „Veliký“, ten však nepřečkal pád dynastie a dnes je panovník všeobecně označován jen jako Rezá Šáh, popř. Rezá Šáh Pahlaví.

### Reformy

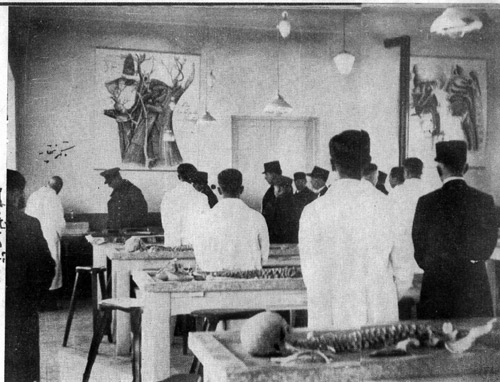
Otevření lékařské fakulty teheránské univerzity

Hlavním Rezovým cílem byla urychlená modernizace země, v duchu Atatürkovy politiky v Turecku, a on sám neváhal při prosazování svých představ užívat tvrdých donucovacích metod. Jeho plány zahrnovaly nejenom centralizaci správy, industrializaci a výstavbu železniční sítě, ale i vytvoření moderního školství, reformu právního systému a lepší organizaci zdravotnictví.
Tak zásadní změny vyžadovaly v perských poměrech příval zákonů a nařízení, které by vůbec položily základy moderního státu, a proto se k nutným opatřením přistoupilo okamžitě. Již roku 1926 byla zavedena jednotná pozemková daň a všeobecná branná povinnost, o rok později vznikla Perská národní banka, do roku 1928 prošlo reformou trestní a veřejné právo (zde se uplatnily západní vzory) a téměř současně započala výstavba transíránské železnice, dokončená o deset let později. Kromě toho byla v roce 1935 založena Teheránská univerzita a název státu změněn na Írán (tj. země Árjů).
Avšak společnost se měla pozápadnit nejen institucionálně, ale i vnějškově: po roce 1929 byli Íránci tlačeni k tomu, aby nosili evropský oděv, ženám bylo roku 1937 zakázáno nosit závoj, přičemž zvláště posledně zmíněné nařízení tvrdě prosazovala policie. V roce 1936 zrušil Rezá nezávislost tribunálů řídících se právem šaría a od nynějška mohl mudžtáhid – dosazený ovšem ministerstvem spravedlnosti – rozhodovat jen některé manželské záležitosti spolu s otázkami náboženskými. Toto nařízení vyvolalo u duchovních značný odpor, neboť jím přišli o důležitý zdroj příjmů, veškeré snahy o opozici ale Rezá potlačoval. Sajjid Hasan Modarres, jeden z předních opozičníků uvnitř kléru, zaplatil za své názory roku 1937 životem (později z něj učinil Chomejního režim mučedníka).
Rezova reformní činnost pomohla Íránu v krátké době vybudovat instituce i zákonný rámec moderní společnosti, jeho patriarchálně-autoritativní způsob vlády však odrazoval od režimu liberálně smýšlející intelektuály, kteří navíc šáhem pohrdali kvůli jeho chatrnému vzdělání (číst a psát se naučil až v dospělosti). Sám Rezá si vzdělání velmi cenil a mnoho mladých Íránců včetně následníka trůnu Muhammada Rezy tehdy odjíždělo za studiem do zahraničí, především do Evropy.
Rezovi se však nepodařilo prosadit západní reformy do takové míry, jako se to povedlo Atatürkovi. Kupříkladu na rozdíl od Turecka, kde byla zavedena latinka, nedošlo během jazykové reformy v Íránu ke změně perského písma. Rezá Šáh si také nedokázal udržet osobní popularitu, jakou si Atatürk udržoval víceméně po celý život.

### Zahraniční politika
Oproti svým kádžárovským předchůdcům usiloval Rezá Šáh o politiku více nezávislou na tradičních protektorech Persie Británii a Rusku (resp. SSSR), přesto však je přehnané tvrdit, že by se jednoznačně orientoval na spojenectví se státy Osy, zvláště na Německo, jak se někdy uvádí. Britská Anglo-Iranian Oil Company (dnes British Petroleum) dál ovládala íránský ropný průmysl, nejdůležitější hospodářské odvětví země, a to Londýnu umožňovalo uplatňovat na Teherán jistý politický vliv. Hlavním obchodním partnerem Íránu však byly již německé firmy.

## Abdikace a exil

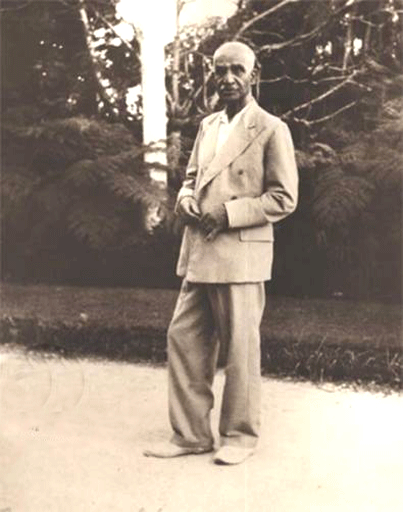
Réza Šáh v exilu.

Na vypuknutí druhé světové války reagoval Rezá Šáh vyhlášením neutrality. Ale vládnoucí kruhy ve Velké Británii přesto Írán podezřívaly z tajných sympatií k Německu, které by vzhledem k ropnému bohatství země mohly mít značný strategický význam. Jelikož teheránská vláda se stavěla laxně k britskému požadavku vyhostit všechny německé státní příslušníky, začalo se po přepadení SSSR 22. června 1941 uvažovat o vojenské okupaci Íránu. V Londýně soudili, že takový krok by byl výhodný i z logistického hlediska, neboť z jihu se dala transportovat pomoc bojujícím Sovětům.
Dne 24. srpna 1941 vstoupila na íránské území britská a sovětská vojska, jež postupně obsadila hlavní strategické body v zemi. Íránská armáda se zmohla pouze na symbolickou obranu. Po třech dnech nařídil šáh svým jednotkám ukončit odpor. Rezá Šáh byl nucen 16. září 1941 abdikovat ve prospěch následníka trůnu Muhammada Rezy a brzy poté odejít do exilu. Zemřel po třech letech, v červenci 1944 v Johannesburgu, jeho tělo však bylo později převezeno do Íránu a uloženo do nově zřízeného mauzolea.
V roce 1979 dal ministr spravedlnosti Sadegh Khalkali se souhlasem ájatolláha Chomejního vyhodit stavbu do povětří.

## Rodina
Rezá Šáh uzavřel celkem čtyři manželství. V roce 1895 se oženil se svou sestřenicí Marjam Chanúm, ta však zemřela při porodu dcery v únoru 1904; v roce 1916 následoval sňatek s Tádž ol-Molouk (* 1896; † 10. března 1982), dcerou Tejmúra Chána, důstojníka kavkazského původu; v roce 1922 pak sňatek s Túrán, příslušnicí kádžárovského rodu (o rok později bylo ale manželství rozvedeno); v roce 1923 sňatek s Esmat, rovněž příslušnicí kádžárovského rodu.
Z manželství s Marjam Chanúm měl Rezá dceru Hamdam Saltane (* 22. února 1904; † 1992); z manželství s Tádž ol-Molouk dceru Šams (* 18. října 1917; † 1996), dvojčata Muhammada Rezu a Ašraf (* 26. října 1919) a syna Alího Rezu (* 1. dubna 1922; † 26. října 1954); z manželství s Túrán syna Gholáma Rezu (* 15. května 1923); z manželství s Esmat syny Abdola Rezu (* 7. června 1924; † 2004), Ahmada Rezu (* 21. srpna 1925; † 1981), Mahmúda Rezu (* 4. října 1926; † 2001) a Hámida Rezu (* 4. července 1932; † 1992) a dceru Fátimu (* 4. října 1928; † 1987).
Potomky Túrán a Esmat vyloučil později Rezův syn, Muhammad Rezá Pahlaví, z následnictví.